# Meurtre à Craddock House
 (février 2024).
Si vous disposez d'ouvrages ou d'articles de référence ou si vous connaissez des sites web de qualité traitant du thème abordé ici, merci de compléter l'article en donnant les références utiles à sa vérifiabilité et en les liant à la section « Notes et références ».
Pour les articles homonymes, voir Craddock.
Meurtre à Craddock House (The Blind Side) est un roman policier publié par l'écrivaine britannique Patricia Wentworth en 1939.
Il est paru en France dans la collection Grands détectives des éditions 10/18 le 2 décembre 2004, traduit de l'anglais par Jean-Noël Chatain.

## Résumé
Le richissime propriétaire de Craddock House a été tué à l'issue d'une nuit agitée. Ross Craddock était détesté de tous, aussi les suspects ne manquent-ils pas sur la liste que dressent l'inspecteur Lamb et son adjoint l’enquêteur Abbott (personnages récurrents de  plusieurs romans de P. Wentworth).
Le cadre est celui d'une maison de famille de Londres transformée en immeuble d'habitation, avec un concierge et quelques habitants, dont surtout des cousins. À cause de la chaleur suffocante, de nombreux résidents sont partis en vacances. Parmi les suspects se trouvent un valet de chambre, une femme de ménage avinée, une vieille dame qui vient de perdre sa sœur, deux cousines, le fiancé évincé de l'une d'elles et un des cousins de Ross.
Chacun des protagonistes aurait eu de bonnes raisons de tuer Ross. Chacun sera soupçonné car Ross est mort intestat ; et c'est là le vrai mobile du crime.